# Ярмаут (Массачусетс)
Ярмаут (англ. Yarmouth) — місто (англ. town) в США, в окрузі Барнстебел штату Массачусетс. Населення — 25 023 особи (2020).

## Клімат
Місто знаходиться у зоні, котра характеризується вологим субтропічним кліматом. Найтепліший місяць — липень із середньою температурою 21.9 °C (71.5 °F). Найхолодніший місяць — січень, із середньою температурою -0.9 °С (30.4 °F).
| Клімат Ярмаута          | Клімат Ярмаута | Клімат Ярмаута | Клімат Ярмаута | Клімат Ярмаута | Клімат Ярмаута | Клімат Ярмаута | Клімат Ярмаута | Клімат Ярмаута | Клімат Ярмаута | Клімат Ярмаута | Клімат Ярмаута | Клімат Ярмаута | Клімат Ярмаута |
| Показник                | Січ.           | Лют.           | Бер.           | Квіт.          | Трав.          | Черв.          | Лип.           | Серп.          | Вер.           | Жовт.          | Лист.          | Груд.          | Рік            |
| Абсолютний максимум, °C | 18             | 16             | 22             | 27             | 33             | 36             | 36             | 37             | 35             | 28             | 22             | 18             | 37             |
| Середній максимум, °C   | 3,6            | 4,6            | 7,4            | 12,4           | 17,9           | 22,8           | 26,6           | 25,9           | 22             | 16,8           | 11,7           | 6,4            | 14,9           |
| Середня температура, °C | −0,9           | 0,1            | 3,1            | 7,8            | 13,2           | 18,6           | 21,9           | 21,3           | 17,2           | 11,7           | 7,1            | 2              | 10,3           |
| Середній мінімум, °C    | −5,4           | −4,3           | −1,2           | 3,1            | 8,5            | 14,3           | 17,3           | 16,8           | 12,4           | 6,7            | 2,6            | −2,4           | 5,7            |
| Абсолютний мінімум, °C  | −22            | −24            | −16            | −12            | −3             | 0              | 6              | 3              | −3             | −6             | −11            | −22            | −24            |
| Норма опадів, мм        | 101.6          | 88.9           | 127            | 114.3          | 88.9           | 91.4           | 81.3           | 91.4           | 99.1           | 104.1          | 114.3          | 109.2          | 1211.6         |
| Днів з дощем            | 7              | 7              | 6              | 6              | 6              | 5              | 5              | 6              | 5              | 5              | 5              | 7              | 76             |
| ----------------------- | -------------- | -------------- | -------------- | -------------- | -------------- | -------------- | -------------- | -------------- | -------------- | -------------- | -------------- | -------------- | -------------- |
| Джерело: Weatherbase    |                |                |                |                |                |                |                |                |                |                |                |                |                |

## Демографія
Згідно з переписом 2010 року, у місті мешкали 23 793 особи в 11 229 домогосподарствах у складі 6483 родин. Було 17464 помешкання
Расовий склад населення:
| - 92,6 % — білих - 2,0 % — чорних або афроамериканців - 1,1 % — азіатів - 0,3 % — корінних американців - 1,8 % — осіб інших рас |

До двох чи більше рас належало 2,1 %. Частка іспаномовних становила 2,6 % від усіх жителів.
За віковим діапазоном населення розподілялося таким чином: 15,8 % — особи молодші 18 років, 54,8 % — особи у віці 18—64 років, 29,4 % — особи у віці 65 років та старші. Медіана віку мешканця становила 51,4 року. На 100 осіб жіночої статі у місті припадало 87,0 чоловіків;  на 100 жінок у віці від 18 років та старших — 83,7 чоловіків також старших 18 років.
Середній дохід на одне домашнє господарство  становив 79 352 долари США (медіана — 62 954), а середній дохід на одну сім'ю — 92 918 доларів (медіана — 74 966). Медіана доходів становила 59 647 доларів для чоловіків та 46 703 долари для жінок. За межею бідності перебувало 6,9 % осіб, у тому числі 7,7 % дітей у віці до 18 років та 4,8 % осіб у віці 65 років та старших.
Цивільне працевлаштоване населення становило 11 411 осіб. Основні галузі зайнятості: освіта, охорона здоров'я та соціальна допомога — 23,2 %, роздрібна торгівля — 18,7 %, мистецтво, розваги та відпочинок — 11,7 %, науковці, спеціалісти, менеджери — 11,1 %.